# Cryptotis
Cryptotis (Pomel, 1848) è un genere di toporagni della famiglia dei Soricidi.

## Descrizione

### Dimensioni
Al genere Cryptotis appartengono toporagni di piccole dimensioni, con la lunghezza della testa e del corpo tra 50 e 102 mm, la lunghezza della coda tra 12 e 53 mm e un peso fino a 19 g.

### Caratteristiche craniche e dentarie
Il cranio presenta un rostro relativamente lungo e sottile ed una scatola cranica rotonda. Le punte dei denti sono colorate di rosso e sono presenti quattro denti superiori unicuspidati, che decrescono progressivamente nelle dimensioni.
Sono caratterizzati dalla seguente formula dentaria:

### Aspetto
Il corpo è simile a quello dei comuni toporagni. La pelliccia è densa e può essere sia corta che lunga. Nei maschi di alcune specie è presente una zona priva di peli su ogni fianco dove è situata una massa ghiandolare. Il colore delle parti dorsali varia dal grigio chiaro al nero, mentre le parti ventrali sono generalmente più chiare. Il muso è lungo, appuntito e ricoperto di lunghe vibrisse, gli occhi sono piccoli. Le orecchie sono poco sviluppate, larghe e parzialmente nascoste nella pelliccia. Le zampe anteriori possono essere sia corte che notevolmente più larghe e lunghe, con le dita munite di artigli lunghi ed estremamente larghi, adattamento ad una vita semi-fossoria. I piedi sono ricoperti dorsalmente di scaglie più o meno visibili. La coda è lunga da un terzo a circa la metà della testa e del corpo, è di un colore uniforme e ricoperta di scaglie e piccoli peli sottili.

## Distribuzione
Il genere è diffuso nel continente americano, dagli Stati Uniti d'America orientali attraverso tutta l'America centrale fino alla Colombia, il Venezuela occidentale, l'Ecuador e il Perù settentrionale.

## Tassonomia
Il genere comprende 44 specie.
- Specie relitte - La coda è più lunga della metà della testa e del corpo. Il rostro è allungato.
  - Cryptotis endersi
  - Cryptotis gracilis
  - Cryptotis magna
- La coda è più corta della metà della testa e del corpo.
  - Le zampe anteriori sono larghe e lunghe.
    - Gruppo C.mexicana
      - Cryptotis mexicana
      - Cryptotis nelsoni
      - Cryptotis obscura
      - Cryptotis phillipsii
        - Sottogruppo C.goldmani Gli artigli delle dita delle zampe anteriori sono estremamente larghi e lunghi
          - Cryptotis alticola
          - Cryptotis eckerlini
          - Cryptotis goldmani
          - Cryptotis goodwini
          - Cryptotis griseoventris
          - Cryptotis lacertosus
          - Cryptotis mam
          - Cryptotis matsoni
          - Cryptotis montecristo
          - Cryptotis oreoryctes
          - Cryptotis peregrina

    - Gruppo C.thomasi
      - Cryptotis aroensis
      - Cryptotis dinirensis
      - Cryptotis equatoris
      - Cryptotis evaristoi
      - Cryptotis medellinia
      - Cryptotis meridensis
      - Cryptotis monteverdensis
      - Cryptotis montivaga
      - Cryptotis niausa
      - Cryptotis perijensis
      - Cryptotis peruviensis
      - Cryptotis squamipes
      - Cryptotis tamensis
      - Cryptotis thomasi
      - Cryptotis venezuelensis

  - Le zampe anteriori sono corte.
    - Gruppo C.nigrescens
      - Cryptotis brachyonyx
      - Cryptotis colombiana
      - Cryptotis hondurensis
      - Cryptotis lacandonensis
      - Cryptotis mayensis
      - Cryptotis mera
      - Cryptotis merriami
      - Cryptotis nigrescens

    - Gruppo C.parva
      - Cryptotis orophila
      - Cryptotis parva
      - Cryptotis tropicalis